# Pengiangan
Pengiangan is een bestuurslaag in het regentschap Bangli van de provincie Bali, Indonesië. Pengiangan telt 3013 inwoners (volkstelling 2010).